# Die Flucht des Monsieur Monde
Die Flucht des Monsieur Monde (französisch: La fuite de Monsieur Monde) ist ein Roman des belgischen Schriftstellers Georges Simenon. Er wurde am 1. April 1944 in Saint-Mesmin-le-Vieux fertiggestellt  und erschien im April des Folgejahres beim Pariser Verlag La jeune Parque. Die erste deutsche Übersetzung von Hansjürgen Wille und Barbara Klau erschien 1970 bei Kiepenheuer & Witsch unter dem Titel Die Flucht des Herrn Monde. 1991 veröffentlichte der Diogenes Verlag eine Neuübersetzung von Barbara Heller unter dem Titel Die Flucht des Monsieur Monde.
Monsieur Monde, die Titelfigur des Romans, verlässt an seinem Geburtstag seine Firma, Familie und sein ganzes bisheriges Leben in Paris. Seine Flucht führt ihn gen Süden bis an die Côte d’Azur. Dort lebt er unter einem fremden Namen ein einfaches, zielloses Leben an der Seite eines jungen Animiermädchens, bis er einer Frau aus seiner Vergangenheit wiederbegegnet. Der Roman gilt als einer der bekanntesten Non-Maigret-Romane Simenons.

## Inhalt
Norbert Monde ist Geschäftsmann und Eigentümer einer Pariser Firma für Kommissionsgeschäfte und Export, die er mit Fleiß und Gewissenhaftigkeit aus dem Ruin geführt hat, in die sie sein leichtlebiger Vater mitsamt seinen Mätressen beinahe gestürzt hätte. Doch Monde ist nicht glücklich. Seine erste Frau hat ihn eines Tages spurlos verlassen, die zweite Frau ist kalt und gefühllos, zu seinen Kindern hat er keinen engeren Kontakt. Monde leidet unter der Last seiner Arbeit, ihn bedrückt eine unbestimmte Scham und er sehnt sich nach jenem Schritt, den er einst mit 18 Jahren nicht gewagt hat: einfach davonzugehen und sein Leben hinter sich zu lassen.
An seinem 48. Geburtstag geht Monde aus dem Haus wie üblich. Doch als weder seine Familie noch seine Angestellten seines Ehrentages gedenken, setzt er die ersehnte Flucht in die Tat um. Er hebt 300.000 Francs von seinem Konto ab und reist per Zug nach Marseille. Seine alte Identität streift er ab: Er lässt sich seinen Schnurrbart abrasieren, kleidet sich schäbig und nennt sich nach dem zufälligen Namen auf einer Reklametafel fortan Désiré Clouet. Monde sucht jene Durchschnittlichkeit und Langeweile, die es ihm ermöglicht, ganz in der Gegenwart zu leben. Am Meer angelangt, weint er erschöpft und spürt zum ersten Mal, wie er alle Last und Pflicht hinter sich lässt. Selbst als sein Geld gestohlen wird, fühlt er sich geradezu befreit, da erst nun die Bande zu seinem früheren Leben gekappt sind.
In dem drittklassigen Hotel, in dem er abgestiegen ist, bekommt Monde eines Abends einen Beziehungsstreit im Nachbarzimmer mit. Als er sich einmischt, kann er den Suizidversuch einer jungen Frau mit Namen Julie vereiteln, die von ihrem Liebhaber verlassen eine Überdosis Schlaftabletten eingenommen hat. Von nun an bleibt er als Beschützer an ihrer Seite, und sie reisen weiter nach Nizza. Im Lokal „Monico“, in dem sie sich als Animierdame verdingt, erhält er eine Anstellung als Verwalter, wobei seine Tätigkeit vor allem darin besteht, durch ein Guckloch Gäste und Personal zu überwachen.
In diesem Lokal sieht er eines Tages seine erste Frau Thérèse wieder. Sie ist Gesellschafterin einer reichen Amerikanerin geworden, die seit ihrer Ehe mit einem russischen Fürstin nur noch als „Kaiserin“ bekannt ist. Als die Kaiserin nach einem Besuch im „Monico“ an einer Überdosis Morphium stirbt, steht Thérèse von einem Tag auf den anderen mittellos auf der Straße. Monde spürt sie auf, und obwohl sich die frühere Vertrautheit der Ehepartner nicht wieder einstellen will, hilft er der ebenfalls Morphiumsüchtigen und beschafft ihr Drogen. Schließlich zwingt ihn seine Verantwortung gegenüber Thérèse, Julie zu verlassen und mit seiner ersten Frau nach Paris zurückzukehren, um ihr dort die medizinische Versorgung eines befreundeten Arztes zu ermöglichen.
So unvermittelt, wie er von drei Monaten sein Pariser Leben verlassen hat, kehrt er nun wieder zurück. Er gibt keine Erklärungen ab, und auf den ersten Blick scheint sich nichts verändert zu haben. Doch was sich verändert hat, ist Monsieur Monde, dessen Leben nun durch keine Schatten mehr verdüstert ist. Er begegnet dem Blick aller Menschen ohne jede Verlegenheit oder Scheu mit tiefer Ruhe und kühler Gelassenheit.

## Hintergrund
Simenons Biograf Fenton Bresler führte die Gelassenheit und das Gefühl von Befreiung, das Monsieur Monde am Ende des Romans empfindet, auf Simenons eigene Situation zurück: Der Schriftsteller, der die Jahre des Zweiten Weltkriegs abgeschieden im französischen Westen verbrachte, hatte im Herbst 1940 von einem Arzt in Fontenay-le-Comte eine Fehldiagnose gestellt bekommen, nach der er an Angina Pectoris litte und nur dann noch ein bis zwei Jahre zu leben hätte, wenn er sich übermäßigem Essen, Alkohol und Sex enthielte. Bestürzt richtete Simenon in den folgenden Monaten seine ganze Aufmerksamkeit auf die Niederschrift seiner Memoiren, die später überarbeitet als Roman Pedigree erschienen. Erst vier Jahre später erhielt er von Pariser Spezialisten die Entwarnung, dass er nicht weiter in Angst vor einem frühen Tod leben musste. Die Erstausgabe von La fuite de Monsieur Monde wurde mit einer Widmung an die Pariser Ärzte eingeleitet: „Für Professor Lian und Professor Griore sowie Dr. Eriau in Erinnerung an den Februar 1944!“
Auch für Patrick Marnham offenbarte der Roman Simenons „innere Verfassung nach vier Jahren deutscher Besatzung und eines unzulänglichen Gefühlslebens“. Hinter der Flucht Monsieur Mondes ans Mittelmeer stecke Simenons Sehnsucht nach der Insel Porquerolles, die im geteilten Frankreich des Vichy-Regimes für ihn unerreichbar blieb. Auch dass Monsieur Monde „bereits den abschüssigen Hang des Lebens erreicht hat“, spiegele die Verfassung des zum Zeitpunkt der Niederschrift 41-jährigen Autors wider. In einem Brief an André Gide beschrieb Simenon: „Nachdem ich gegen Ende März dieses Jahres den Roman La fuite de M. Monde beendet hatte, der in drei Wochen erscheinen wird, hatte ich den Eindruck, und ich habe ihn noch, daß ein Abschnitt meines Lebens beendet war und ein neuer begann.“ Tatsächlich verfasste der Vielschreiber Simenon nach Fertigstellung des Romans ein ganzes Jahr lang kein neues Buch, wozu auch die äußeren Umstände des Kriegsendes beitrugen.

## Stil
Stanley G. Eskin wertete, dass die Sprache in Die Flucht des Monsieur Monde „um einiges kunstvoller und runder ist als der ‚karge‘ Stil, den Simenon sonst bevorzugt.“ So finden sich im Roman ungewöhnlich bildreiche Sätze und ausführliche Seeszenen, die – ähnlich wie in Die Ferien des Monsieur Mahé – mit einem Ausbruch aus der Enge des Alltags korrespondieren. Bereits ganz zu Beginn wird Madame Monde durch eine Reihung von Metaphern eingeführt, in der etwa ihre Finger mit Ebenholz oder dem Schnabel eines Raubvogels verglichen werden. Franz Schuh betonte allerdings die Schwächen der „realistischen Schreibweise, die, um den Eindruck von Wirklichkeit hervorzurufen, Sätze wie den benützt: ‚Herr Ober…! Bringen Sie mir doch bitte ein neues Glas, mir ist ein Stück Languste in den Wein gefallen…‘“

## Interpretation
Monsieur Monde, dessen Name übersetzt „Herr Welt“ lautet, wurde von vielen Kritikern als französischer Jedermann oder Durchschnittsmensch interpretiert. Für Charles Taylor schwingen im Namen gleichermaßen Anklänge an plumpe Provinzialität und fade Weltoffenheit mit, die Simeons Antihelden perfekt umrissen. Laut Franz Schuh will Monsieur Monde nicht „Herr der Welt“ sein, sondern sehnt sich nach Gewöhnlichkeit und einem Durchschnittsnamen. Jacques Dubois sah Monde in einer ganzen Reihe von Helden mittleren Alters in Simenons Werk, die aus einer täglichen Routine ausbrechen. Er verwies dabei etwa auf Romane wie Der Mörder, Der Mann, der den Zügen nachsah, Der Bürgermeister von Furnes oder Malétras zieht Bilanz. Auch Anne Richter sah den Roman mit seinen Themen der Flucht in eine bessere Zukunft und der Reise zu sich selbst als Symbol des gesamten Œuvres Simenons.
Für Lucille F. Becker entsteht Mondes Gelassenheit am Ende aus der Akzeptanz seines Menschseins. Das Mitgefühl mit seiner ersten Ehefrau führe ihm vor Augen, dass man seine Vergangenheit nicht ablegen könne. Zwar lebe er für eine Weile so ungebunden und sorglos wie jene Menschen, die er sein Leben lang beneidet habe, doch am Ende begreife er, dass er sein Leben fortsetzen müsse. Erst nachdem er sich selbst direkt in die Augen geblickt habe, könne er seine Begrenzungen und Unzulänglichkeiten akzeptieren und in Zukunft mit Abgeklärtheit ertragen. Allerdings lasse sich die Veränderung, die in ihm stattgefunden hat, niemandem mitteilen, denn sie beruhe auf einer Erfahrung, die jeder Mensch selbst machen müsse. Für Franz Schuh erfährt Monde einen Moment der Erleuchtung, in dem er „seine Art, ein Mensch zu sein, seine Anstrengungen und Erschlaffungen, die Mühen und Aufregungen durchschaut und ihnen gegenüber frei wird.“
Ganz anders als die meisten Interpreten, die am Ende des Romans einen gereiften und befreiten Monde sehen – so auch der Diogenes Verlag in der Ankündigung als „heiter-versöhnlicher Roman über einen Neuanfang in der Mitte des Lebens“ –, findet Monde für Stanley G. Eskin auf seiner Flucht zwar seine wahre Identität, doch er verliere sie mit seiner Rückkehr gleich wieder. In Mondes Blick liegt für ihn am Ende tiefe Resignation, wobei Eskin auf eine Angewohnheit Simenons verweist, in den Augen seiner äußerlich heiteren Freunde nach Anzeichen einer unausgesprochenen Verzweiflung zu suchen, nach einem ebensolchen Blick wie jenem des Monsieur Monde.

## Rezeption
Laut Fenton Bresler ist Die Flucht des Monsieur Monde eines der erfolgreichsten und gleichzeitig eines der am meisten charakteristischen Werke Simenons. Für John Banville war das Motiv, aus den Verstrickungen des Lebens in die Anonymität zu entfliehen ein obsessiv wiederkehrendes Thema in Simenons Werk, das nirgends so sauber und überzeugend bearbeitet worden sei wie in Die Flucht des Monsieur Monde.
Patrick Marnham zählte den Roman zu Simenons besten Werken und er nannte ihn „seinen besten Roman aus der Kriegszeit“. Die französische Autorin Colette schrieb an den Autor: „Die tiefe Traurigkeit Ihres Helden ist mir sehr nahegegangen.“
Franz Schuh beschrieb die Faszination von Mondes Verwandlung, allerdings hob er auch die stilistischen Schwächen von Simenons Realismus hervor. Newgate Callender kritisierte die Ungeduld des Autors im Umgang mit seinem Helden: „Anstatt sich Monde natürlich, instinktiv entwickeln zu lassen, schiebt er ihn herum wie eine Schachfigur.“ Für Charles Taylor ist Simenons Roman schlank, straff und rücksichtslos und er vermeide alle Genre-Konventionen, auf die er zuzusteuern scheine.
Die französische Zeitschrift L’Express rangierte La fuite de Monsieur Monde im Jahr 2003 auf Platz vier einer idealen Bibliografie der Werke Georges Simenons und beschrieb den Roman als in seiner Struktur inspiriert vom griechischen Drama. 2004 verfilmte Claude Goretta die Romanvorlage als schweizerisch-französische TV-Produktion. Die Titelrolle spielte Bernard Le Coq.

## Ausgaben
- Georges Simenon: La fuite de Monsieur Monde. La jeune Parque, Paris 1945 (Erstausgabe).
- Georges Simenon: Der Haselnußstrauch. Die Flucht des Herrn Monde. Die Hand. Übersetzung: Hansjürgen Wille, Barbara Klau. Kiepenheuer & Witsch, Köln 1970.
- Georges Simenon: Die Flucht des Herrn Monde. Übersetzung: Hansjürgen Wille, Barbara Klau. Heyne, München 1972.
- Georges Simenon: Die Flucht des Monsieur Monde. Übersetzung: Barbara Heller. Diogenes, Zürich 1991, ISBN 3-257-22408-7.
- Georges Simenon: Die Flucht des Monsieur Monde. Ausgewählte Romane in 50 Bänden, Band 23. Übersetzung: Barbara Heller. Diogenes, Zürich 2011, ISBN 978-3-257-24123-5.